# Distributed Application Specification Language
Мова програмування DASL (Distributed Application Specification Language) — це високорівнева строго типізована мова програмування, спочатку розроблена в Sun Microsystems Laboratories між 1999 і 2003 роками в рамках проекту Ace. Цілі проекту полягали в тому, щоб уможливити швидку розробку веб-додатків на основі архітектури Sun J2EE та усунути круту криву навчання деталей, що стосуються платформи.
DASL визначає додаток як модель предметної області. DASL є унікальною серед сучасних мов програмування додатків своєю здатністю генерувати сучасний графічний інтерфейс користувача для програми, не вимагаючи від програміста явного визначення інтерфейсу користувача.
Мова DASL є частково декларативною і частково процедурною.

## Зноски
1. ↑  Project Ace:  Fast Development of Flexible, High-Performance, Enterprise Applications. Архів оригіналу за 28 жовтня 2010. Процитовано 23 липня 2023. [Архівовано 28 жовтня 2010 у Wayback Machine.]